# Metaphidippus manni
Metaphidippus manni là một loài nhện trong họ Salticidae.
Loài này thuộc chi Metaphidippus. Metaphidippus manni được Elizabeth Maria Gifford Peckham & George William Peckham miêu tả năm 1901.

## Hình ảnh

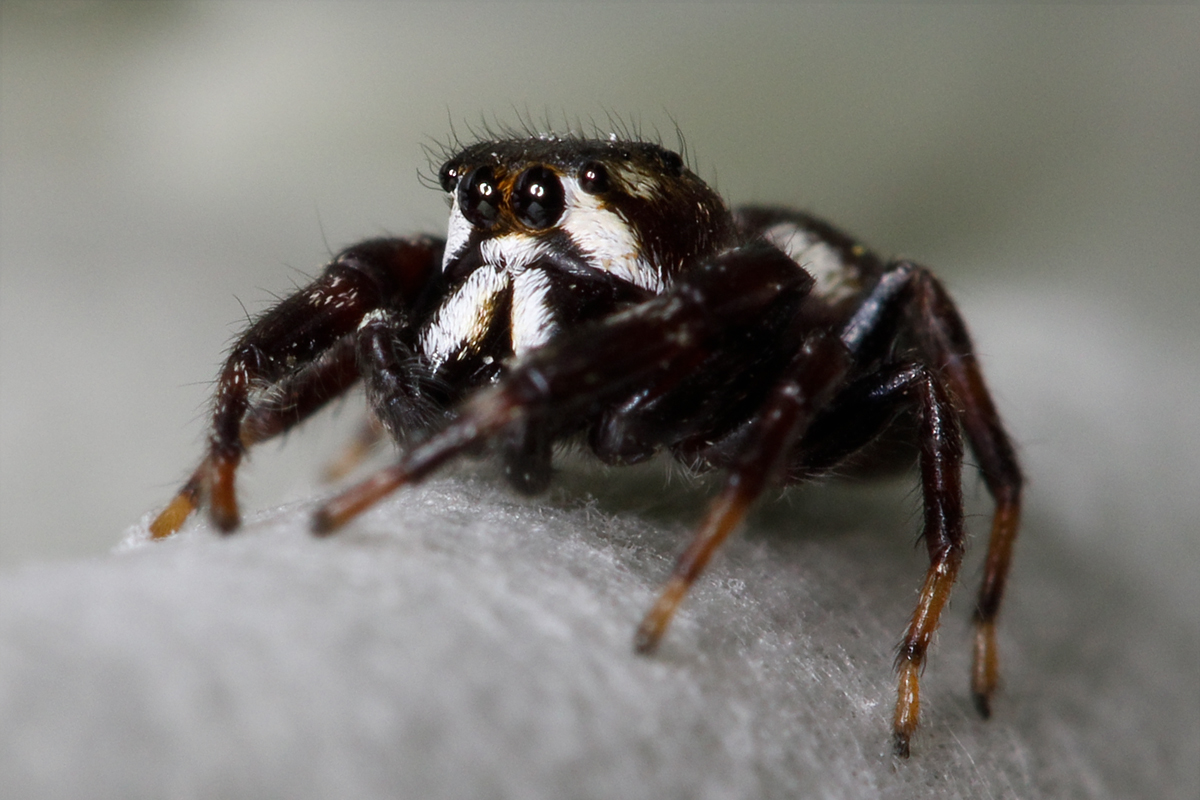